# Gmina Zelów
Gmina Zelów là một gmina đô thị-nông thôn (quận hành chính) ở quận Bełchatów, Łódź Voivodeship, ở miền trung Ba Lan. Khu vực hành chính của nó là thị trấn Zelów, nằm khoảng 16 kilômét (10 mi) về phía tây bắc của Bełchatów và 40 km (25 mi) về phía tây nam của thủ phủ khu vực Łódź.
Gmina có diện tích 168,21 kilômét vuông (64,9 dặm vuông Anh), và tính đến năm 2006, tổng dân số của nó là 15.321 người (trong đó dân số của Zelów lên tới 8.173, và dân số của vùng nông thôn của gmina là 7.148).

## Làng
Ngoài thị trấn Zelów, Gmina Zelów bao gồm các làng và các khu định cư như Bocianicha, Bujny Księże, Bujny Szlacheckie, Chajczyny, Dąbrowa, Faustynów, Grabostów, Grabostów-Bominy, Grębociny, Ignaców, Jamborek, Janow, Jawor, Karczmy, Karczmy-Kolonia, Kociszew, Kociszew Một, Kolonia Grabostów, Kolonia Kociszew, Kolonia Ostoja, Krześlów, Kurów, Kurówek, Kuźnica, Łęki, Łęki-Kolonia, Łobudzice, Łobudzice-Kolonia, Marszywiec, Mauryców, Nowa Wola, Ostoja, Pawłowa, Podlesie, Pożdżenice, Pożdżenice-Kolonia, Przecznia, Pszczółki, Pukawica, Sobki, Sromutka, Tosin, Walewice, Wola Pszczółecka, Wygiełzów, Wypychów, Zabłoty, Zagłówki, Zalesie và Zelówek.

## Gmina lân cận
Gmina Zelów giáp với các gmina khác như Bełchatów, Buczek, Dłutów, Drużbice, Kluki, ask, Sędziejowice, Szczerców và Widawa.